# Heinersdorf (Föritztal)
Heinersdorf ist ein Ortsteil der Gemeinde Föritztal im Landkreis Sonneberg im Freistaat Thüringen. Als einziger Ort der Gemeinde besitzt Heinersdorf das Marktrecht.

## Geographie
Heinersdorf liegt im Radenzgau etwa 6 km südöstlich von Judenbach, 7 km östlich von Sonneberg und 3 km nordwestlich von Pressig. Durch den Ort fließt von Nord nach Süd die Tettau, die bei Pressig in die Haßlach mündet. Heinersdorf liegt wie Judenbach im Frankenwald.

## Geschichte
Heinersdorf wurde als „Heinersdorf im Radenzgau“ 1071 erstmals urkundlich erwähnt und gehört zu den ältesten Orten im Landkreis Sonneberg. Der Ort wurde gegründet, als die Franken um die Wende des 9. zum 10. Jahrhundert ihr Siedlungsgebiet gegen die nördlich des Thüringer- und Frankenwaldes wohnenden Slawen absicherten.
Auf dem Marktplatz entstand um 1600 ein Brauhaus. Während der Gegenreformation blieb der Ort evangelisch während die anderen Orte in der Umgebung wieder katholisch wurden. Im Dreißigjährigen Krieg unterstützen die Heinersdorfer die schwedischen Truppen bei der Belagerung Kronachs. Die Kronacher rächten sich, indem sie 1634 Heinersdorf bis auf die Kirche und die Schule niederbrannten. Nach einem Erbbuch von 1660 bestand Heinersdorf bereits wieder aus 34 Gütern.
Heinersdorf gehörte ab 1729 zu Sachsen-Coburg. Es wurde 1735 als eine der besten Ortschaften im Sonneberger Obergericht beschrieben. Heinersdorf hatte damals drei Mühlen und jährlich zwei Märkte. Zu dieser Zeit fand ein reger Handel mit Holz und Brettern statt, sie wurden auf der Tettau über Kronach und Frankfurt am Main bis nach Holland geflößt. 1781 existierten in Heinersdorf zwei Mahlmühlen und acht Schneidmühlen.
Durch das Tettautal wurde 1876 eine Distriktstraße gebaut, auf ihr verkehrte täglich eine Postkutsche. Zwischen 1903 und 1952 verkehrte die Eisenbahn auf der Bahnstrecke Pressig-Rothenkirchen–Tettau durch das Tal. 1923 wurde der Ort an das Elektrizitätsnetz angeschlossen.
Gegen Ende des Zweiten Weltkriegs nahm die US Army den Ort im April 1945 ein, sie wurde im Juni 1945 von der Roten Armee abgelöst. Nach der Auflösung der Länder in der DDR und der Einrichtung der Bezirke im Jahr 1952 befand sich Heinersdorf im Bezirk Suhl. 1974 wurde nach vier Jahren Bauzeit das örtliche Kulturhaus eingeweiht.
Der Thüringer Landtag entschied am 19. Dezember 1996, dass ab dem 1. Januar 1997 die Gemeinde Heinersdorf zur Einheitsgemeinde Judenbach gehören würde. Diese ging am 6. Juli 2018 in der Gemeinde Föritztal auf.

## Grenzort

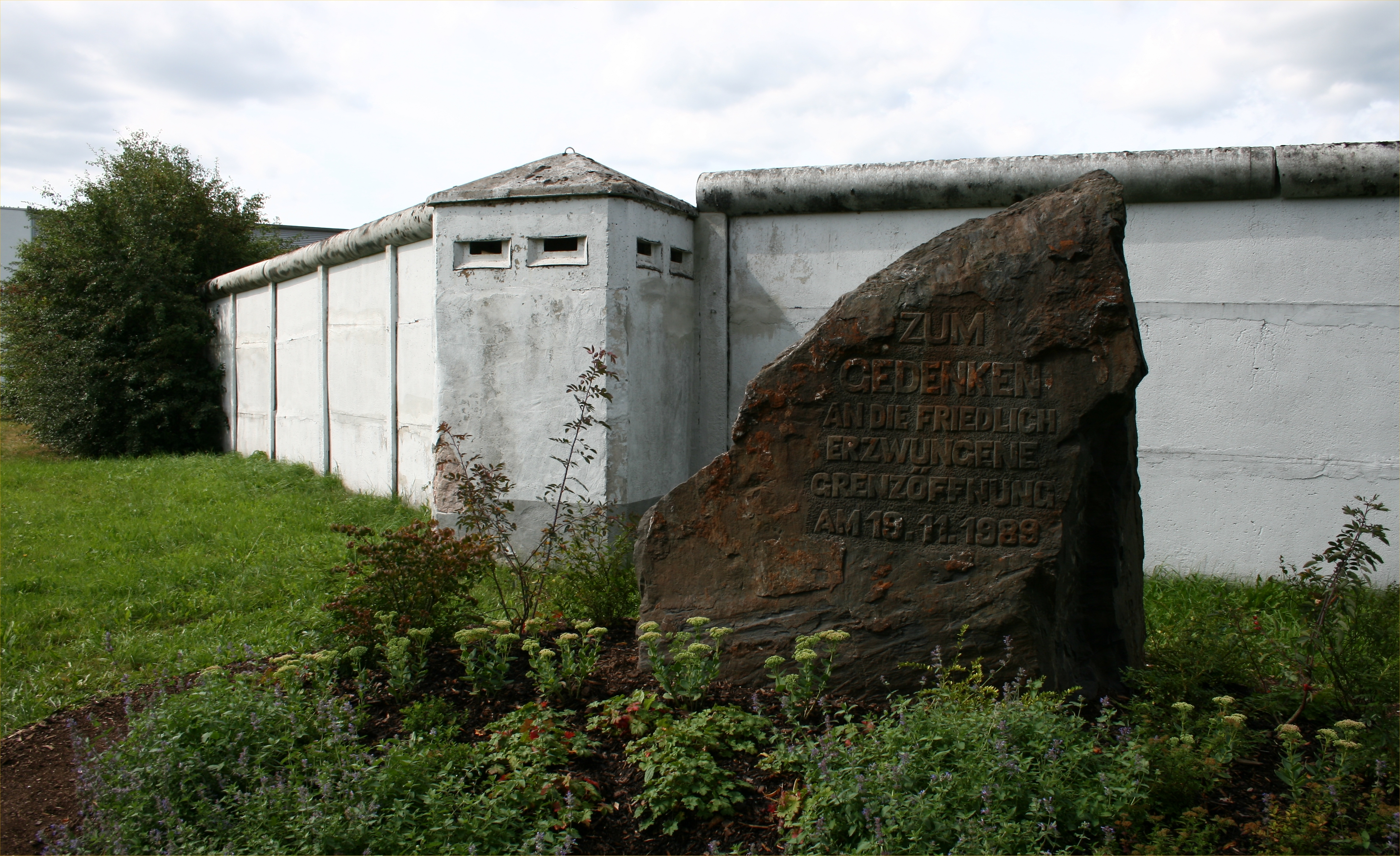
Mauerrest bei der Gedenkstätte Heinersdorf/Welitsch

Heinersdorf wird im Grenzscheid zwischen Wilhelm II. und Friedrich I., den Landgrafen von Thüringen und Albrecht von Wertheim, dem Bischof von Bamberg von 1417 genannt. Die Lage des Dorfes wurde durch die Grenzziehung zwischen den Gebieten des Herzogs Johann Casimir und dem Bamberger Bischof Johann Philipp von Gebsattel im Jahr 1601 ebenso bestätigt, wie 1840 bei der letzten Festlegung der Grenze zwischen dem Herzogtum Sachsen-Meiningen und dem Königreich Bayern.
Durch die Deutsche Teilung lag Heinersdorf an der Innerdeutschen Grenze im 500 Meter breiten „Schutzstreifen“. Die in Bayern beginnende und endende Bahnstrecke Pressig-Rothenkirchen–Tettau führte bei Heinersdorf ein Stück über Thüringer Gebiet. Sie wurde 1952 unterbrochen und die Gleise in der Heinersdorfer Flur abgebaut. Eine der Berliner Mauer ähnliche Mauer aus Betonelementen wurde am südlichen Ortsrand errichtet. Die heutige Landesstraße in Richtung Jagdshof war die einzige Straßenverbindung aus Heinersdorf heraus, in Richtung Landesinnere gab es einen elektrischen Signalzaun, zwischen Jagdshof und Heinersdorf befand sich ein Kontrollpunkt. Durchlass wurde nur Anwohnern mit einem Vermerk im Personalausweis und Besuchern mit „Passierschein“ mit dem Eintrag Heinersdorf gewährt.
Am 19. November 1989 wurde die Mauer geöffnet. Zum Gedenken wurde ein Teil der Mauer bewahrt und unter Denkmalschutz gestellt. Bürger setzten einen Gedenkstein und pflanzten zu Ehren von Franz Josef Strauß eine Linde. Das Denkmal wurde am 18. November 1990 eingeweiht. In dem während der Wende erbauten Kontrollhäuschen wurde eine Gedenkstätte Ehemalige Grenze eingerichtet. Die Gedenkstätte wird von einem Förderverein von Bürgern aus den beiden Grenzorten Heinersdorf und Welitsch (Gemeinde Pressig) betreut.

## Verkehr

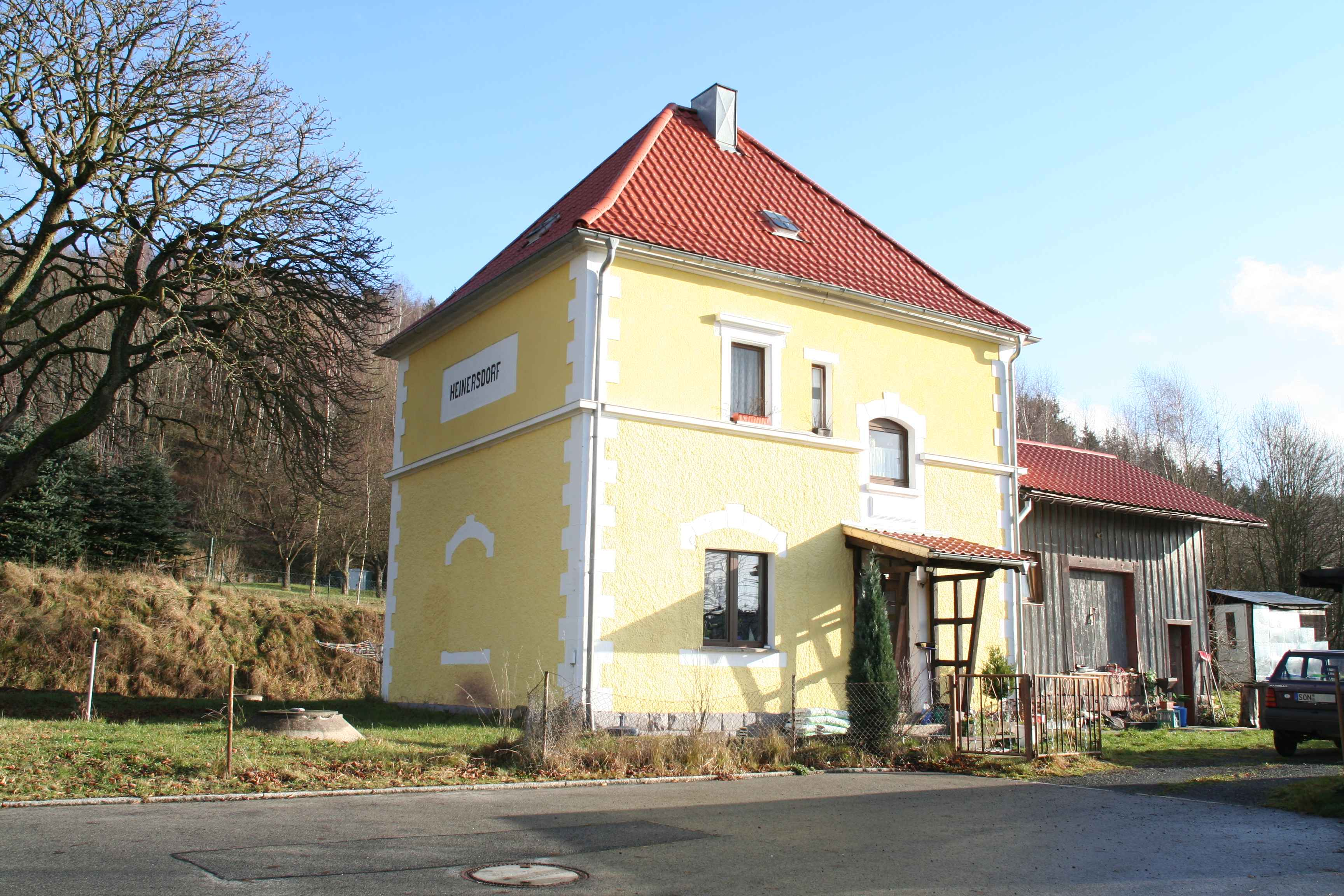
Bahnhof Heinersdorf im Dezember 2006

Heinersdorf liegt an der Landesstraße 2661, die die B 85 und die B 89 verbindet.
Heinersdorf ist der Endpunkt der am Sonneberger Zentralen Omnibus-Bahnhof startenden Linie 708 der OVG Sonneberg.
Heinersdorf hatte zwischen dem 23. Juni 1903 und dem 28. Mai 1952 einen Bahnhof an der Tettautalbahn. Nach einer Streckensperrung durch die Deutsche Demokratische Republik am 28. Mai 1952 wurden im Oktober 1952 die Gleise auf dem Gebiet der DDR abgebaut.
Vom Rennsteig führt nach Bad Rodach ein Radweg durch Heinersdorf und zwischen Heinersdorf und Schauberg durch das Naturschutzgebiet Tettautal.

## Dialekt
Die Einwohner von Heinersdorf sprechen Oberfränkisch, während im überwiegenden Rest des Landkreises Sonneberg das mainfränkische Itzgründisch gesprochen wird. Heinersdorf liegt östlich der Bamberger Schranke.

## Söhne und Töchter des Ortes
- Nikolaus Rebhan (1571–1626), Theologe, Historiker, Generalsuperintendent und Berater von Herzog  Johann Ernst von Sachsen-Eisenach.